# (5814) 1988 XW1
1988 أكس دابليو 1 (ويعرف أيضًا باسم (5814) 1988 أكس دابليو 1 وفق تسمية الكوكب الصغير) (بالإنجليزية: 1988 XW1)‏ هو كويكب ضمن حزام الكويكبات؛ وترتيبه 5814 من حيث الاكتشاف.
اكتُشف هذا الجُرم الفلكي بواسطة هيروشي كانيدا في 11 ديسمبر 1988.

## وصلات خارجية
- (5814) 1988 XW1 في قاعدة بيانات مختبر الدفع النفاث لأجرام النظام الشمسي الصغيرة

- الاكتشاف · مخطط المدار ·  العناصر المدارية · المعلمات المادية

- (5814) 1988 XW1 على موقع ويكي سكاي: DSS2, SDSS, GALEX, IRAS, Hydrogen α, X-Ray, Astrophoto, Sky Map, Articles and images